# التاريخ الجيني للجزر البريطانية
التاريخ الجيني للجزر البريطانية هو موضوع بحث ضمن المجال الأكبر لعلم الوراثة البشرية. تم تطويره بالتوازي مع تقنيات اختبار الحمض النووي القادرة على تحديد أوجه التشابه والاختلاف الجينية بين كل من السكان الحديثين والقديم. استنتاجات علم الوراثة السكانية فيما يتعلق بالجزر البريطانية تعتمد بدورها على المجال الأكبر لفهم تاريخ الاحتلال البشري للمنطقة، مما يكمل العمل في علم اللغة وعلم الآثار والتاريخ وعلم الأنساب .
البحث المتعلق بأهم طرق الهجرة إلى الجزر البريطانية هو موضوع النقاش. بصرف النظر عن الطريق الأكثر وضوحًا عبر أضيق نقطة في القناة الإنجليزية إلى كينت ، قد تكون الطرق الأخرى مهمة على مدى آلاف السنين، بما في ذلك الجسر البري في العصر الحجري الوسيط، وكذلك الروابط البحرية على طول سواحل المحيط الأطلسي.

## تاريخ البحث
استخدمت الدراسات المبكرة التي أجراها لويجي كافالي سفورزا تعدد الأشكال من البروتينات الموجودة في دم الإنسان (مثل مجموعات الدم ABO، ومستضدات دم Rhesus، ومواضع HLA، والغلوبولين المناعي، و G6PD isoenzymes، من بين أمور أخرى).  أحد المقترحات الدائمة لهذه الدراسة فيما يتعلق بأوروبا هو أنه في معظم أنحاء القارة يمكن تفسير غالبية التنوع الجيني بشكل أفضل من خلال الهجرة القادمة من الجنوب الشرقي نحو الشمال الغربي أو بعبارة أخرى من الشرق الأوسط نحو بريطانيا وأيرلندا. اقترح كافالي سفورزا في ذلك الوقت أن اختراع الزراعة قد يكون أفضل تفسير لذلك.

## تحليلات الحمض النووي والنووي القديم

### السكان الميزوليتيين
كان البريطانيون الميزوليتيين مرتبطين ارتباطًا وثيقًا بأناس الميزوليتي الآخرين في جميع أنحاء أوروبا الغربية. من المحتمل أن تكون عيون هؤلاء السكان شاحبة اللون،  عدم تحمل اللاكتوز، وشعر مجعد داكن أو مموج، وبشرة داكنة إلى داكنة جدًا.  